# Tata Steel
Tata Steel ist ein zur Tata-Gruppe gehörendes Montanunternehmen mit Firmensitz in Mumbai in Indien. Es ist eines der weltgrößten Stahlunternehmen mit einer Kapazität von etwa 35 Millionen Tonnen und rund 75.000 Mitarbeitern auf fünf Kontinenten. Die europäischen Geschäftseinheiten sind in London registriert. Das Unternehmen ist an der nationalen Indischen Börse und der Börse in Bombay gelistet.

## Über Tata Steel Limited
Tata Steel Limited ist Teil der Tata-Gruppe, einem globalen Mischkonzern mit Hauptsitz in Indien.
2024 rangierte Tata Steel in der Liste der größten Stahlproduzenten der Welt an zehnter Stelle, mit einer Jahresproduktionsmenge von 31,02 Millionen Tonnen Rohstahl.
Die größte Produktionsstätte liegt im indischen Jamshedpur.
Der Konzern betreibt Stahlwerke in Großbritannien und den Niederlanden, zudem besitzt Tata Steel Stahlwalzwerke, Beschichtungsanlagen und Verarbeitungswerke in ganz Europa. Insgesamt betreibt Tata Steel Stahlwerke in 26 Ländern, darunter in China, Indien, Singapur, Thailand und Großbritannien sowie Vertriebsniederlassungen in mehr als 35 Ländern.

## Unternehmensgeschichte
Die Ursprünge von Tata Steel datieren zurück bis zum 25. August 1907, als Dorabji Tata die Stahl- und Eisensparte namens Tata Iron and Steel Company (TISCO) als Teil der Tata-Gruppe gründete, die sein Vater Jamshedji Tata im Jahr 1868 in Mumbai ins Leben gerufen hatte. Vier Jahre nach der Gründung hat TISCO im indischen Sakchi den ersten Hochofen in Betrieb genommen. Die dortige Planstadt, die man zur Beheimatung der Angestellten des Hauptstahlwerks errichtete, wurde später zu Ehren von Jamshedji Tata in Jamshedpur umbenannt. Bereits ein Jahr später produzierte das Werk von Dorabji Tata seinen ersten Rohstahlblock. Bis zum Jahr 1939 war Tata Steel in der Lage, jährlich 800.000 Tonnen Stahl zu produzieren. Die 1990er Jahre standen im Zeichen großflächiger Erneuerungen. Im Vordergrund standen technische Aufrüstungen sowie die Optimierung der IT-Systeme, ebenso wie eine strategische Neuausrichtung.
2004 erwarb Tata Steel das Unternehmen NatSteel aus Singapur, das ein Stahlwerk in China besitzt. Ein Jahr später folgte die Übernahme des Stahlunternehmens Millennium Steel PCL aus Thailand. 2007 wurde der britisch-niederländische Stahlkonzern Corus der Tata-Steel-Gruppe angeschlossen. Mit einer Investition von 8,7 Milliarden Euro stellte sie bis dato die größte von einem indischen Konzern getätigte Übernahme eines ausländischen Unternehmens dar. Im Jahr 2010 firmierte Corus offiziell in Tata Steel um.
Im Jahr 2012 zog sich Ratan Tata als Vorsitzender der Tata-Gruppe zurück. Auf ihn folgte Cyrus Mistry, ein Vorstandsmitglied von Tata Sons, dessen Familie über Jahrzehnte eng mit der Tata-Gruppe verbunden war. Im Oktober 2016 wurde Mistry abgesetzt, und Ratan Tata übernahm kommissarisch wieder die Leitung des Unternehmens. Am 21. Februar 2017 übernahm Natarajan Chandrasekaran, der bis dahin Geschäftsführer von Tata Consultancy Services war, den Vorsitz der Tata-Gruppe. Seit Oktober 2017 ist der Managing Director von Tata Steel Limited T. V. Narendran.
Am 20. September 2017 gab das Unternehmen die Absicht bekannt, die europäischen Stahlaktivitäten mit der europäischen Stahlsparte von ThyssenKrupp zusammenzuschließen.  Am 10. Mai 2019 wurde kommuniziert, dass die Fusion aufgrund der drohenden Untersagung durch die europäische Kommission nicht stattfindet.
Am 11. Juni 2019 veröffentlichte die EU-Kommission ihre Entscheidung, die geplante Fusion wegen Wettbewerbsbedenken nicht zu genehmigen.
2021 durchlief das europäische Stahlgeschäft von Tata Steel einen Separationsprozess, um das niederländische und das britische Geschäft formell zu trennen. Der Separationsprozess wurde zum 1. Oktober 2021 abgeschlossen.

## Tata Steel in Europa
Bis Oktober 2021 firmierte Tata Steel in Europa als Tata Steel Europe Limited. Mit Wirkung zum 1. Oktober 2021 gab das Unternehmen bekannt, dass Tata Steel Europe aufgespalten wird und Tata Steel Netherlands sowie Tata Steel UK als unabhängige Unternehmen innerhalb der Tata-Gruppe agieren. Die Geschäftsaktivitäten laufen unter der Marke Tata Steel. Das Produktportfolio konzentriert sich auf Bandstahlprodukte. Im April 2016 übernahm die Investmentfirma Greybull Capital die europäische Langstahl-Sparte von Tata Steel. Die größten europäischen Produktionsstandorte befinden sich in Port Talbot (Wales) und IJmuiden (Niederlande). Der Standort in Port Talbot wird bis 2025 vom Hochofen-Betrieb auf Lichtbogenöfen umgerüstet. Zu Tata Steel Netherlands gehört auch der Geschäftsbereich Downstream, was auch die deutschen Standorte beinhaltet.
Als Vorstandsvorsitzender der Tata-Gruppe verantwortete Cyrus Mistry die Geschäftstätigkeiten von Tata Steel und war damit bis 10/2016 auch für den europäischen Markt zuständig. Vorstandsvorsitzender der europäischen Sparte war bis Februar 2016 Karl-Ulrich Köhler. Von ihm übernahm Hans Fischer, der zuvor Chief Technical Officer gewesen war, zum 1. März 2016 als CEO von Tata Steel Europe. Mit Wirkung zum 1. Juli 2019 übernahm wiederum der bisherige Chief Commercial Officer Henrik Adam die Position des CEO von Hans Fischer. Im Zuge der Umstrukturierung im Jahr 2021 übernahm CEO Henrik Adam zusätzlich die Aufgaben des Chief Technical Officer und des Chief Commercial Officer. Zum Jahreswechsel 2022 trat er seine neue Rolle als Vice President für European Corporate Affairs bei Tata Steel Limited an.

## Kritik
2006 gab es Proteste unter der lokalen Bevölkerung gegen den von Tata Steel geplanten Bau einer Stahlfabrik in Kalinganagar im indischen Bundesstaat Odisha. Die Gründe für die Proteste lagen in ungeklärten Besitzansprüchen. In diesem Zusammenhang verloren bei einer Demonstration 13 Protestierende und ein Polizist ihr Leben.
Die Tata-Gruppe geriet 2008 in die Kritik, da das von der Regierung in Westbengalen zur Verfügung gestellte Land, auf dem eine Fabrik zur Herstellung des Autos Tata Nano errichtet werden sollte, zuvor unter zweifelhaften Umständen enteignet worden war. Es kam zu gewaltsamen Protesten und zu einer Blockade des fertiggestellten Werkes. In der Folge kam es innerhalb der lokalen Bevölkerung zu Konflikten zwischen den Fabrikbefürwortern, die auf einen Arbeitsplatz in der neuen Fabrik hofften, und den Gegnern des Fabrikbaus. Schließlich erhielt Ratan Tata von Narendra Modi, dem Ministerpräsidenten des Bundesstaates Gujarat, das Angebot, die Fabrik für die Produktion des Tata Nano in Gujarat zu bauen.
Das Werk im niederländischen Beverwijk steht wegen der hohen Anzahl von Lungenkrebsfällen in der Region in der Kritik. Zugleich sollen politische Funktionsträger verhindert haben, dass das Werk in einem entsprechenden Bericht als möglicher Auslöser aufgeführt wird. Anfang 2021 wurde deshalb von der Anwältin Bénédicte Ficq und von rund 1200 Anwohnern eine Sammelklage eingereicht.